# تی‌اس‌اس مانزمان (۱۹۵۵)
تی‌اس‌اس مانزمان (۱۹۵۵) (به انگلیسی: TSS Manxman (1955)) یک کشتی بود که طول آن ۳۲۵ فوت (۹۹ متر) بود. این کشتی در سال ۱۹۵۵ ساخته شد.